# Mănăstirea Zosin
Mănăstirea Zosin este o mănăstire ortodoxă din România, situată în satul Bălușeni din comuna omonimă (județul Botoșani). Ea se află amplasată într-o zonă pitorească, într-o poiană aflată într-o pădure (la o distanță de aproximativ 15 km sud de municipiul Botoșani).
Ansamblul Mănăstirii Zosin (Schitul Zosin) a fost inclus pe Lista monumentelor istorice din județul Botoșani din anul 2015, având codul de clasificare  BT-II-a-B-01948 și fiind alcătuit din:
- Biserica de lemn "Adormirea Maicii Domnului" - datând din 1779, având codul BT-II-m-A-01948.01
- Clopotniță - cod BT-II-m-A-01948.02

## Scurt istoric
Biserica a fost ridicată în anul 1779 de șetrarul Tudorache Bașotă. Deasupra ușii de la intrare se află o inscripție săpată în lemn cu caractere chirilice, în fermecătorul grai local de epocă, cu următorul text: „Această sfăntă beseric[ă] esti făcută de dumnalui șătrarul Tudurachi Bașuta, care să cinstești hramul Adormire Preasfinti Născatori de Dumnizeu, în zile mări sale Costandin Muruz, Vo[i]vod, în an 1779 august 1”.
Pereții bisericii au fost tencuiți în exterior și în interior, fiind pictată în 1834 direct pe lutul care acoperă nuielele. Acoperișul bisericii este din șindrilă, fiind refăcut de câteva ori.
Legea secularizării averilor mănăstirești din 1863 a dus la deposedarea mănăstirii de moșiile deținute, iar Schitul Zosin a fost desființat. Biserica s-a ruinat în secolele XIX-XX; în lucrarea "Botoșanii în 1932. Schiță monografică", se menționează că schitul lui Zosim este în ruină în pădurea Bălușeni. Biserica a fost reparată prin anii 1944-1945.
În anul 1990, mitropolitul Daniel Ciobotea al Moldovei și Bucovinei a dispus reînființarea vechiului așezământ monahal Schitul Zosin și l-a numit ca stareț pe tânărul ieromonah Firmilian Ciobanu (1968-1997) de la Mănăstirea Cozancea. Acesta era din părțile locului, fiind născut în satul Dracșani (comuna Sulița).
Starețul Firmilian a săvârșit prima Sf. Liturghie la 8 septembrie 1990 în biserica de lemn veche și dărăpănată. În anul 1991, el a început construirea unei noi biserici cu hramul Adormirea Maicii Domnului, cu ajutorul a trei frați și al credincioșilor din raza municipiului Botoșani. Catapeteasma, stranele și tâmplăria au fost confecționate de fratele său mai mare, Alexandru Ciobanu . S-au mai construit apoi o casă monahală cu 10 camere, inclusiv trapeza, o bucătarie, o magazie și camere de oaspeți, după care a urmat turnul clopotniță din piatră (cu două clopote mari) și toate anexele gospodărești. Noua biserică a fost sfințită la data de 26 septembrie 1993 de către mitropolitul Daniel, înconjurat de un sobor de preoți și diaconi. Cu această ocazie, ieromonahul Firmilian a fost hirotesit protosinghel.
Protosinghelul Firmilian s-a înscris în anul 1994 la Seminarul Teologic "Veniamin Costachi" de la Mănăstirea Neamț (el neavând absolvită decât o școală profesională) pe care l-a frecventat timp de trei ani. În vara anului 1996, biserica a fost pictată în interior și s-a instalat o centrală termică pentru biserică, trapeză, bucătărie și casa monahală.
La 29 ianuarie 1997, în ajunul sărbătorii Sf. Trei Ierarhi, protosinghelul Firmilian Ciobanu, stareț și ctitor al Mănăstirii Zosin, a murit la vârsta de numai 29 ani, într-un tragic accident rutier petrecut în apropierea Botoșaniului. A fost înmormântat în curtea mănăstirii, la slujba de înmormântării luând parte PS Calinic Botoșăneanul, Episcop-Vicar al Arhiepiscopiei Iașilor, și peste 1.000 de credincioși, monahi, preoți și monahii, printre care și mulți stareți de la mănăstirile din județele Botoșani, Iași și Suceava.
Starețului Firmilian i-au succedat ca stareți protosinghelul Iosif Grigore (fost stareț la Mănăstirea Cozancea) și ieromonahul Teodosie Pleșca (1999-...).
În scopul facilitării accesului către mănăstire, s-au făcut o serie de excavații în dealul din preajmă, pământul fiind mutat mai la vale, iar cu o parte din el s-a acoperit un iaz. Aceste lucrări au dus la destabilizarea terenului, producându-se alunecări de teren și apărând crăpături în chiliile călugărești și anexele gospodărești. Călugării de la Zosin au început construirea unei noi biserici, aproape de drumul național Târgu Frumos-Botoșani, dorind să mute mănăstirea pe deal.

## Imagini

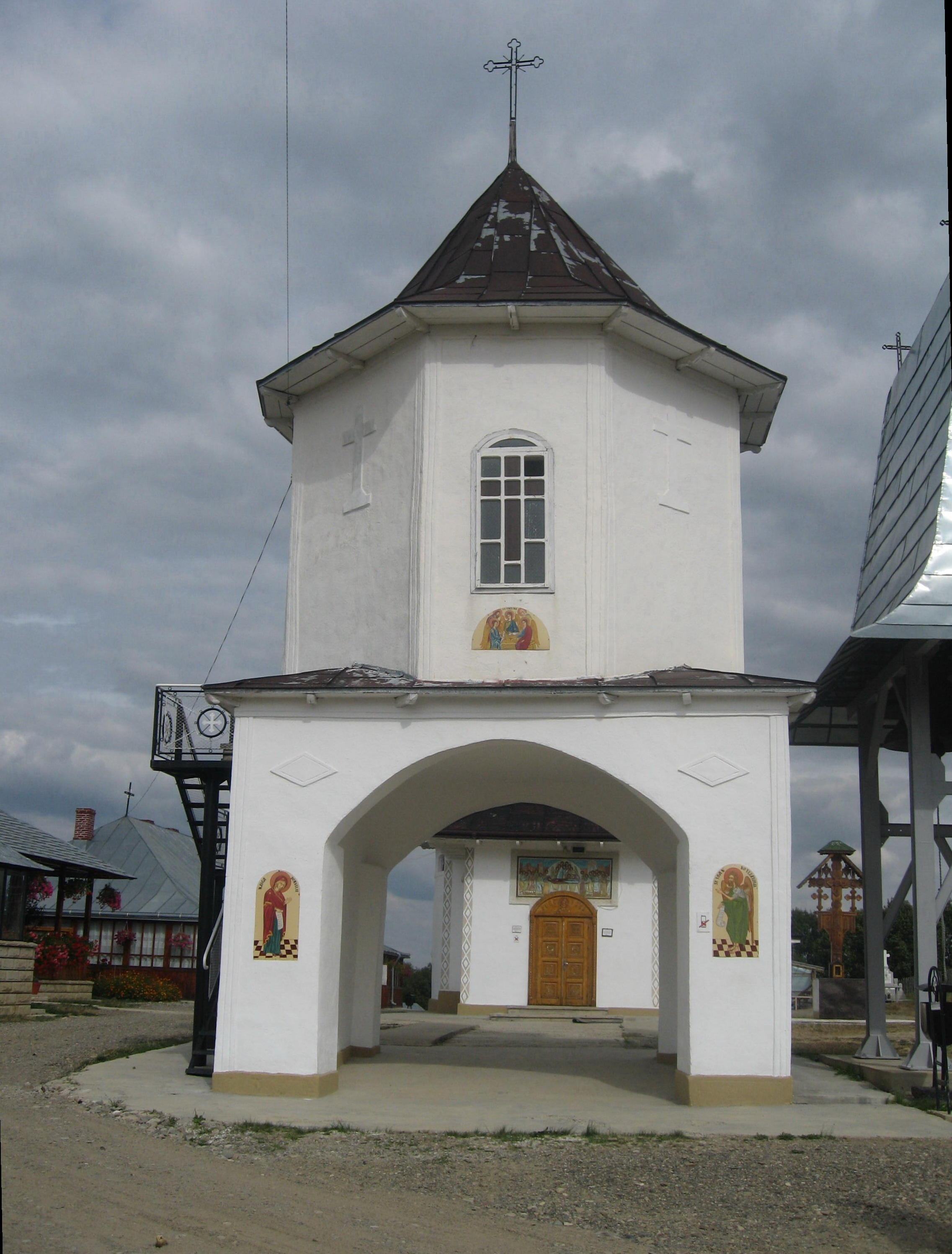
Turnul clopotniță
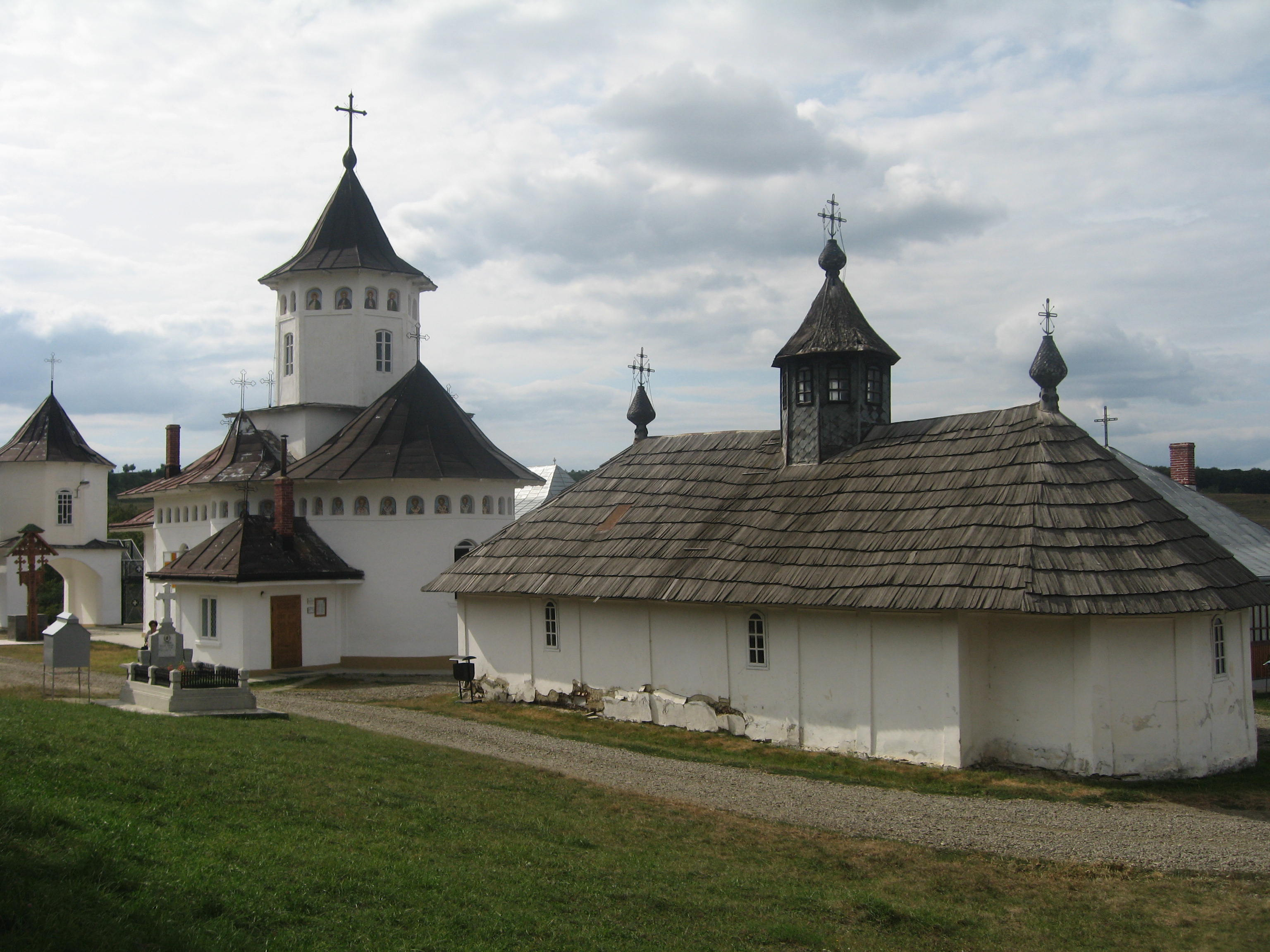
Turnul clopotniță, biserica nouă și biserica de lemn
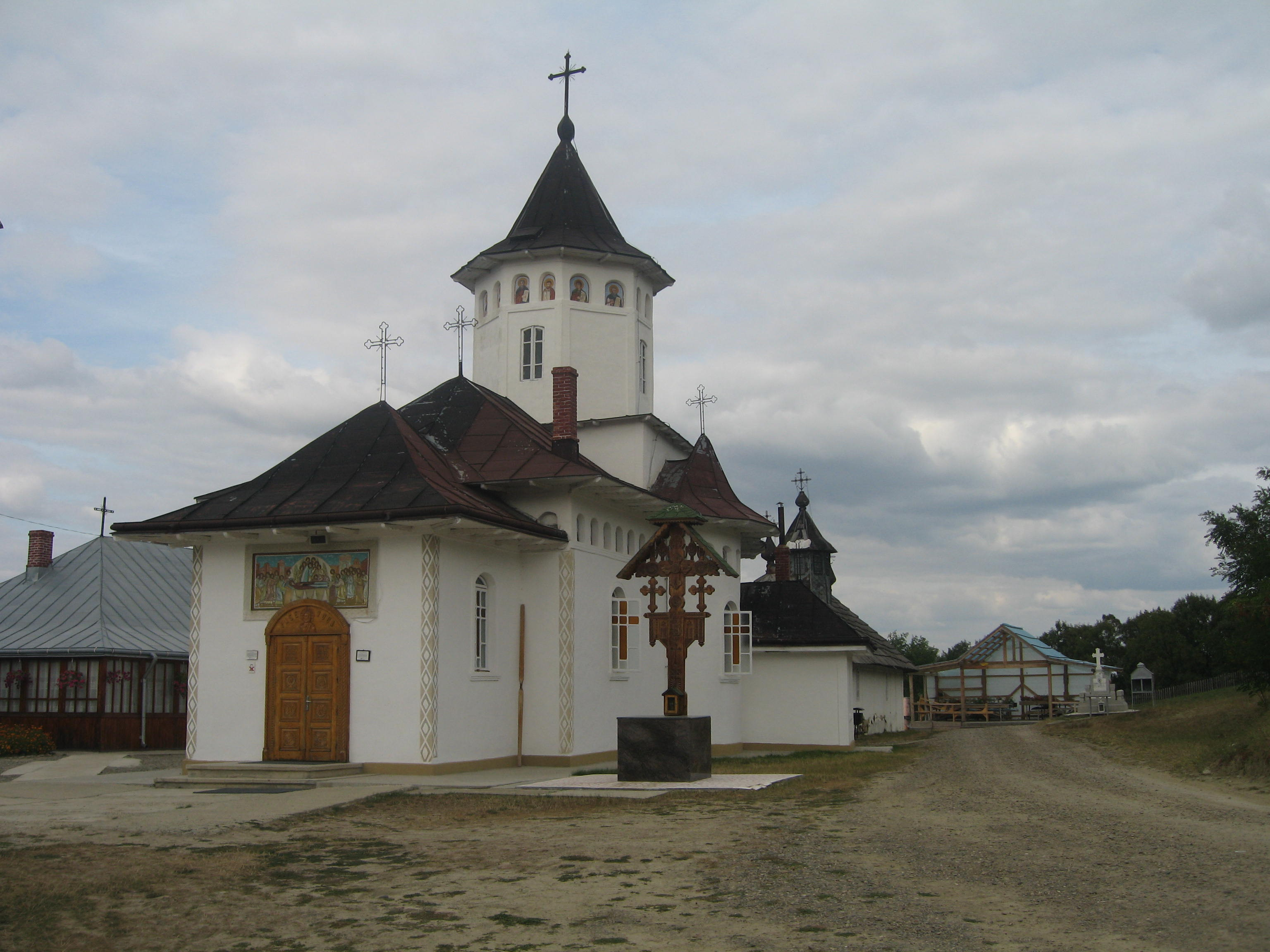
Biserica
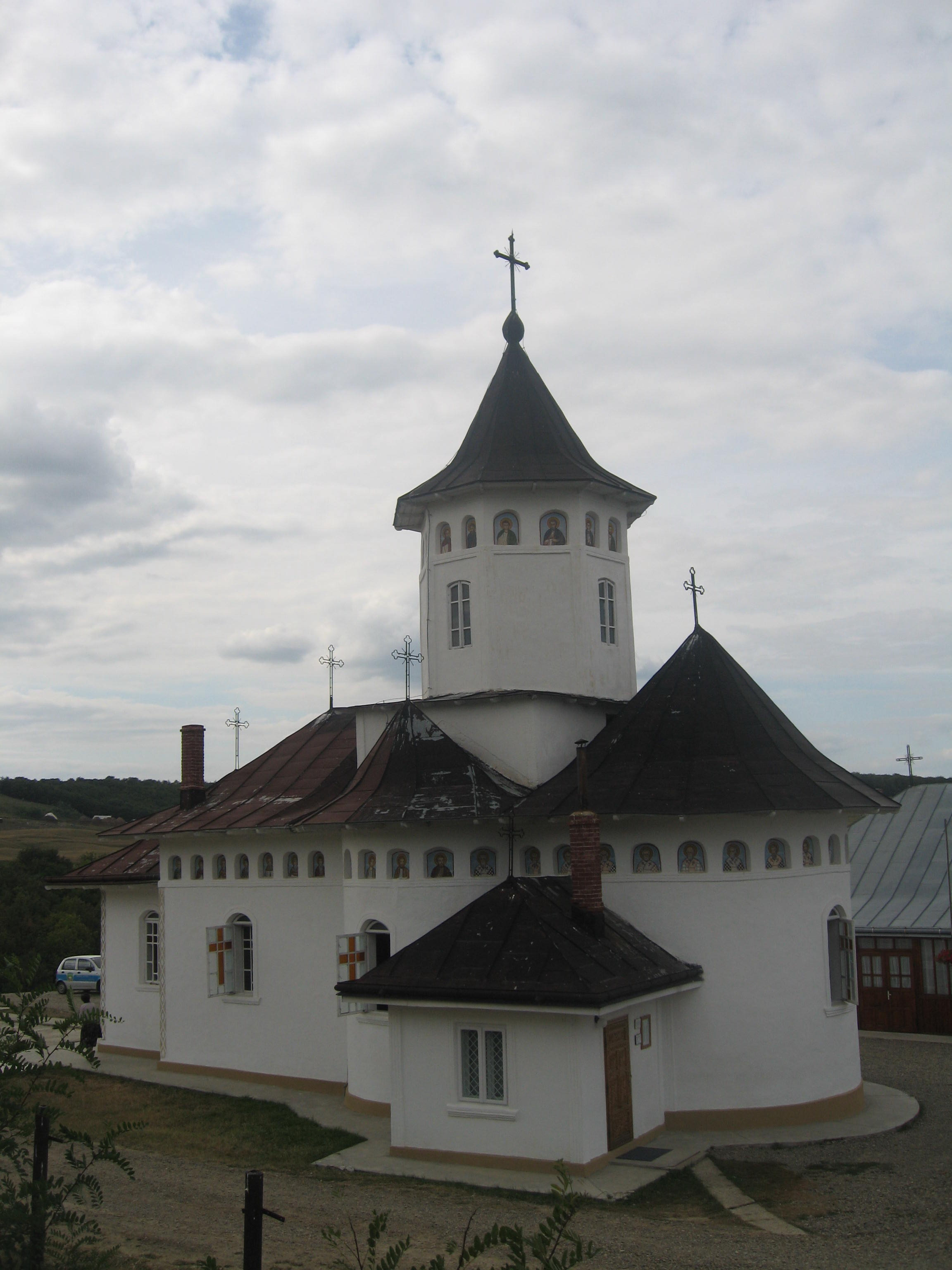
Biserica
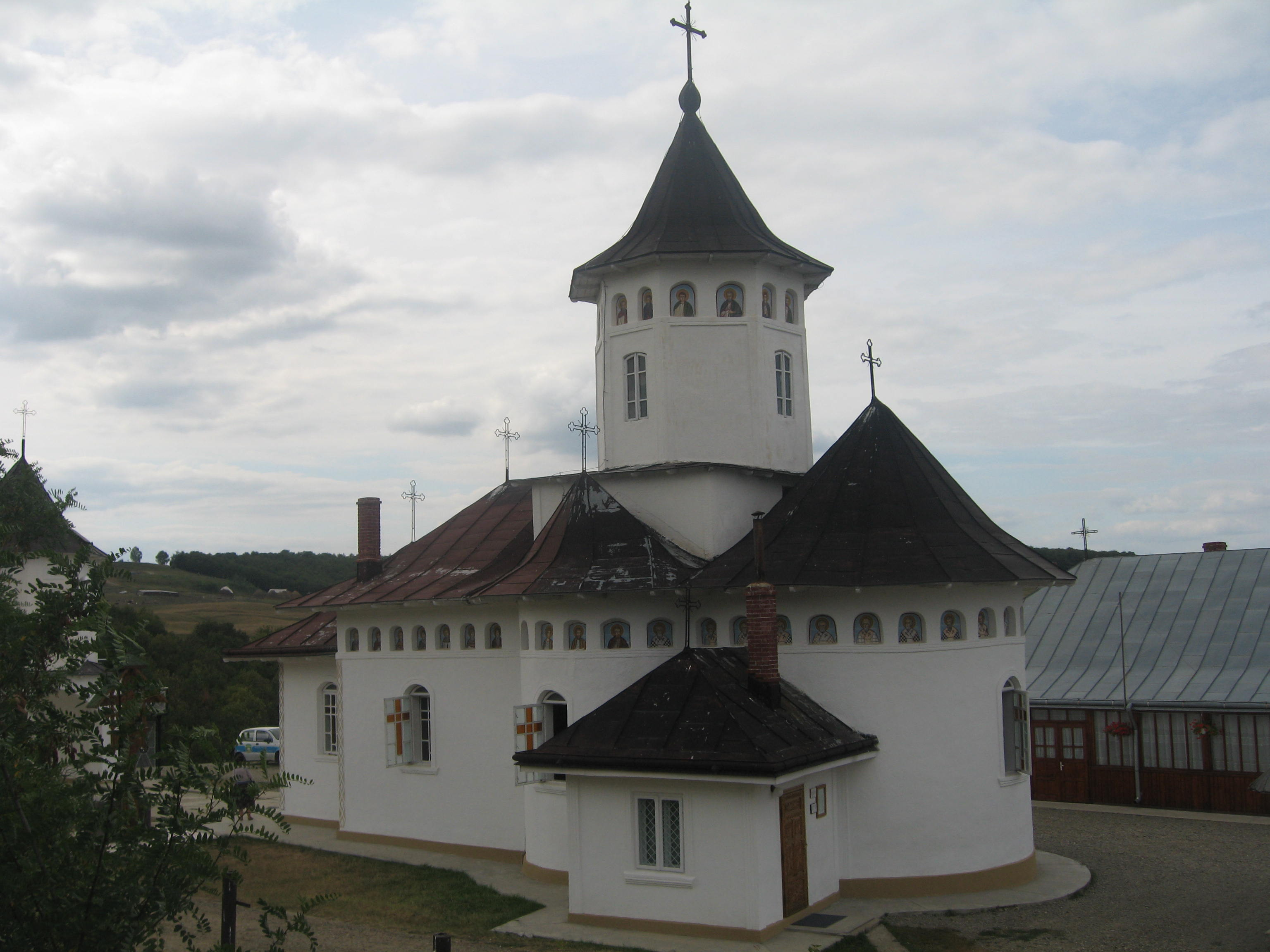
Biserica văzută de pe deal
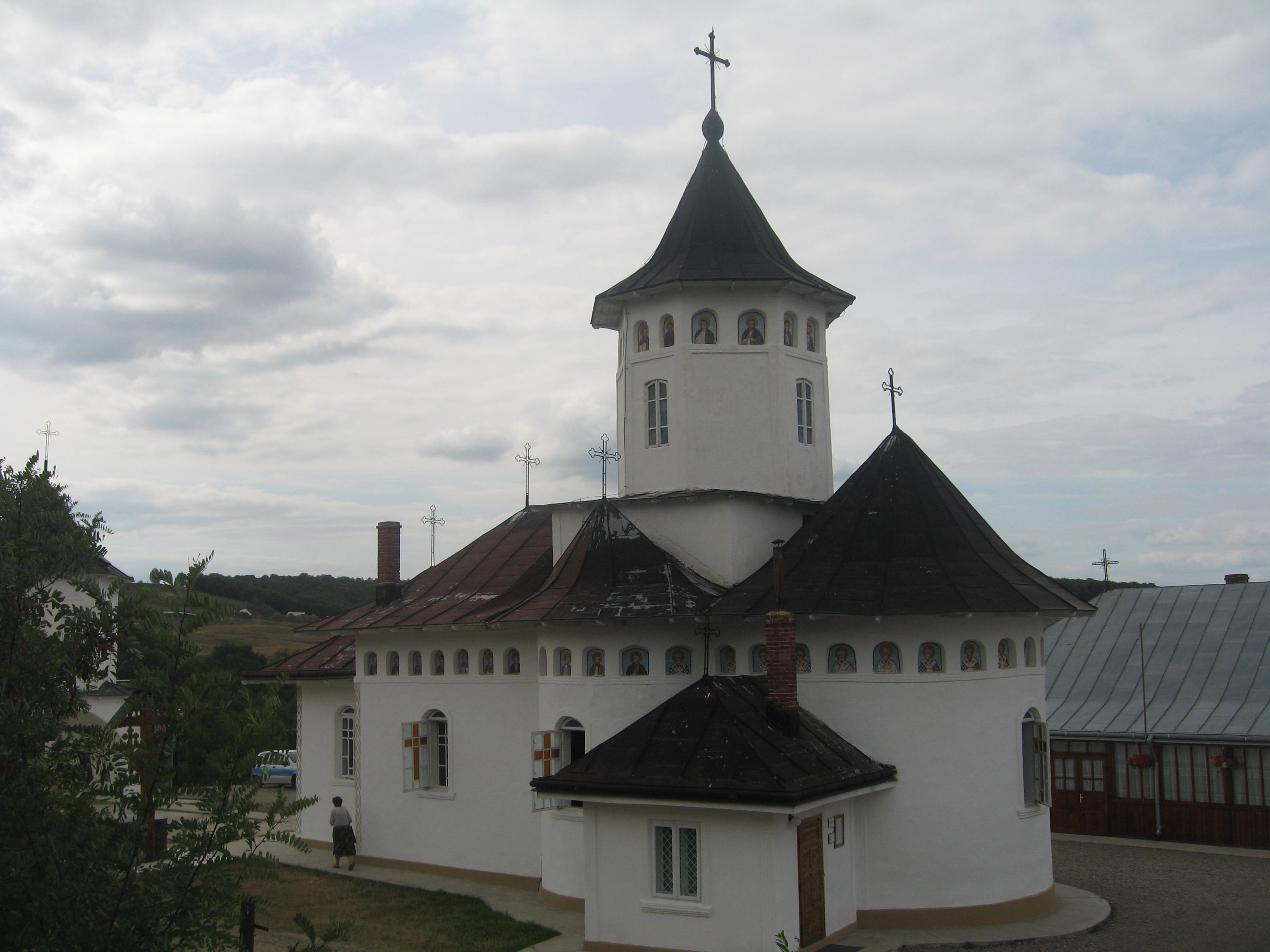
Biserica văzută de pe deal
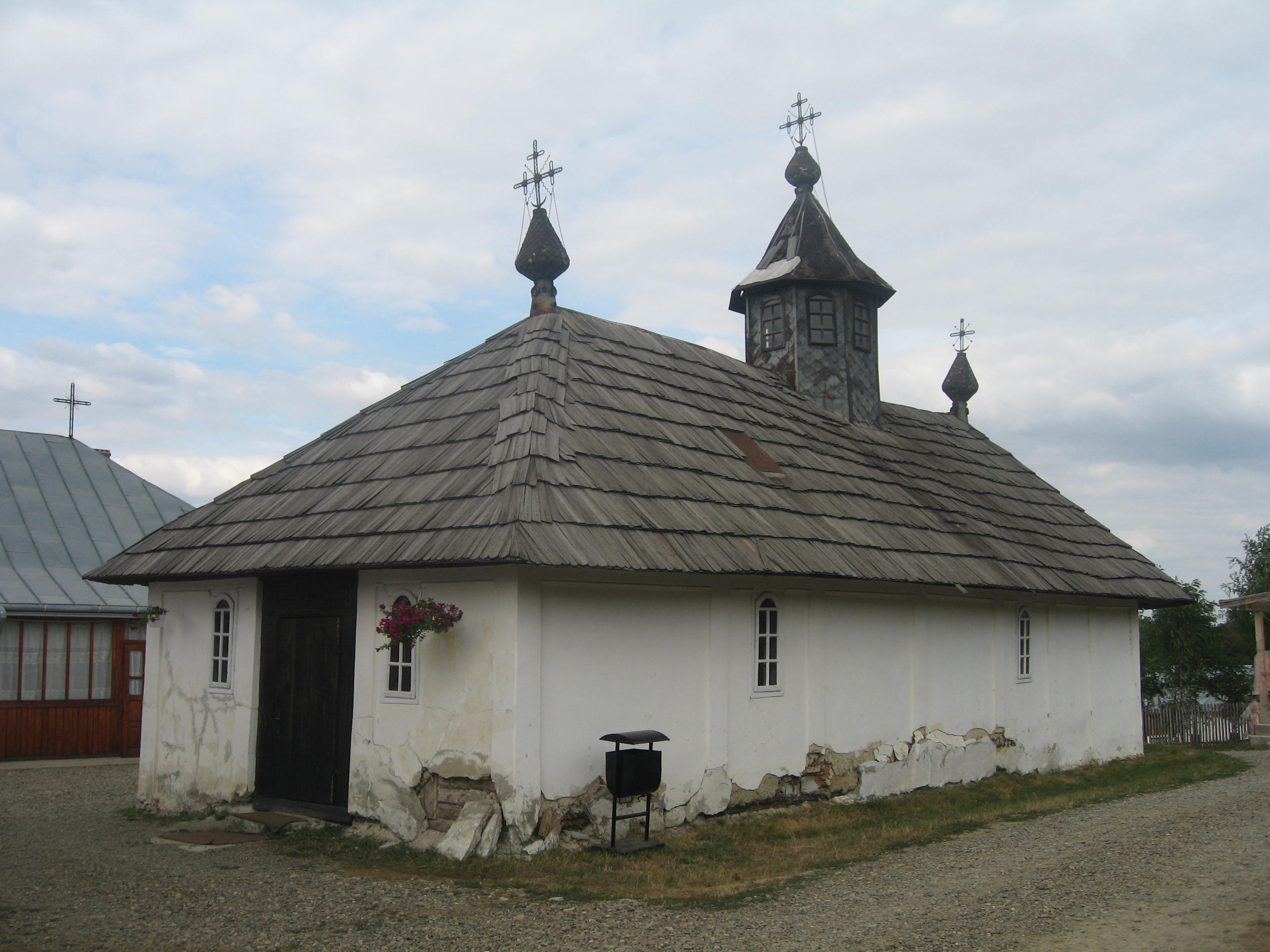
Biserica de lemn
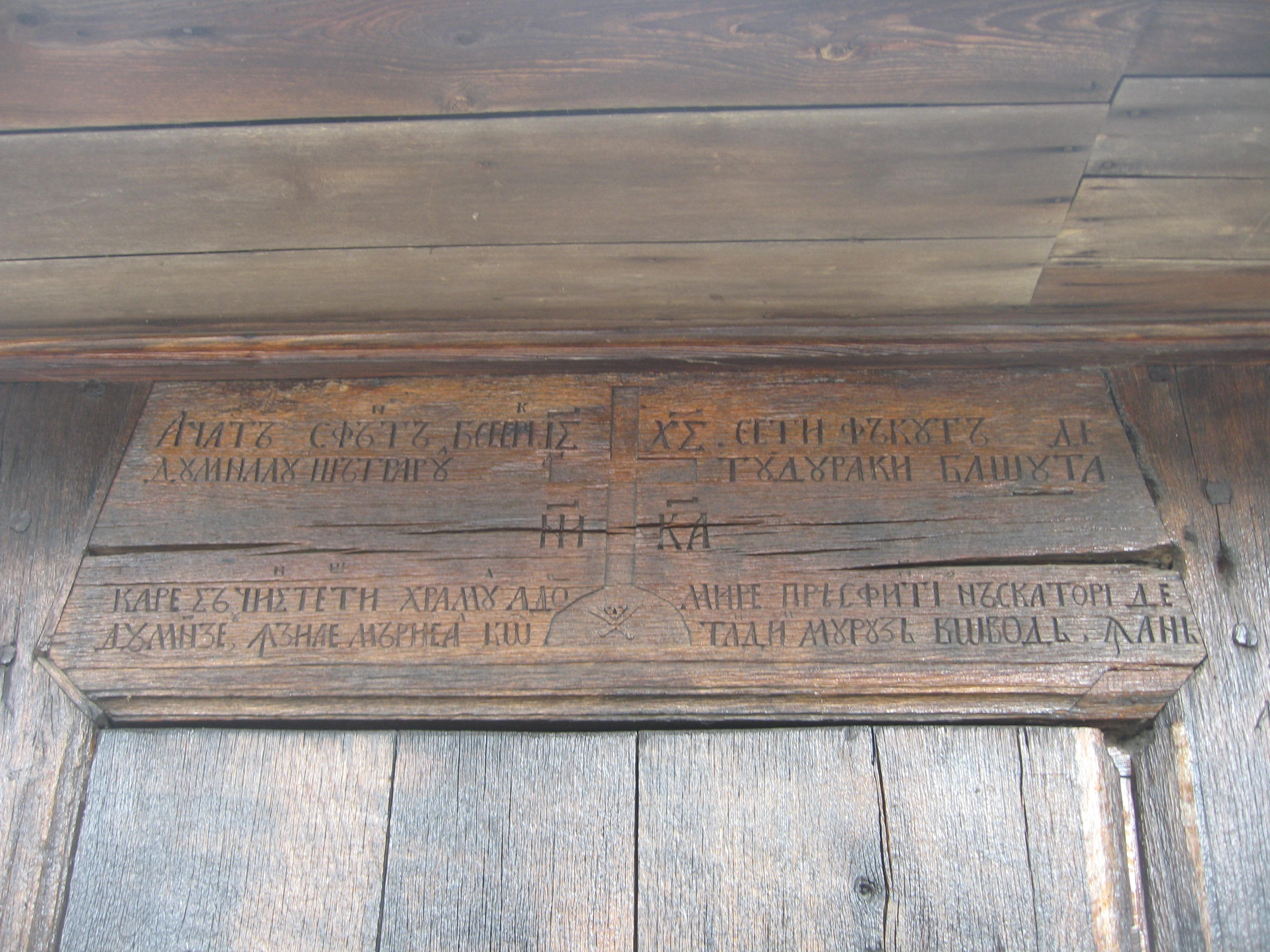
Pisania de deasupra ușii bisericii de lemn
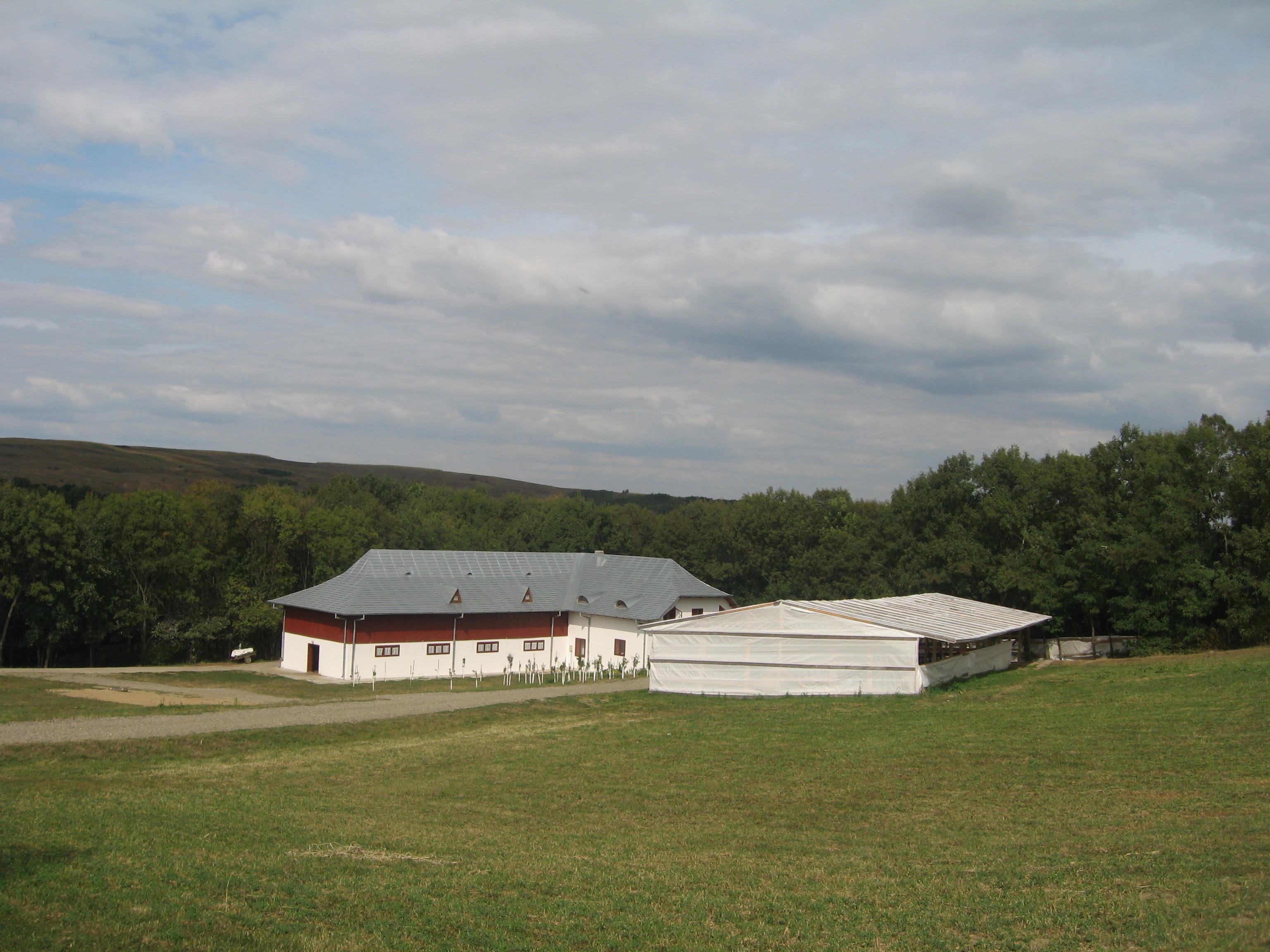
Anexe gospodărești
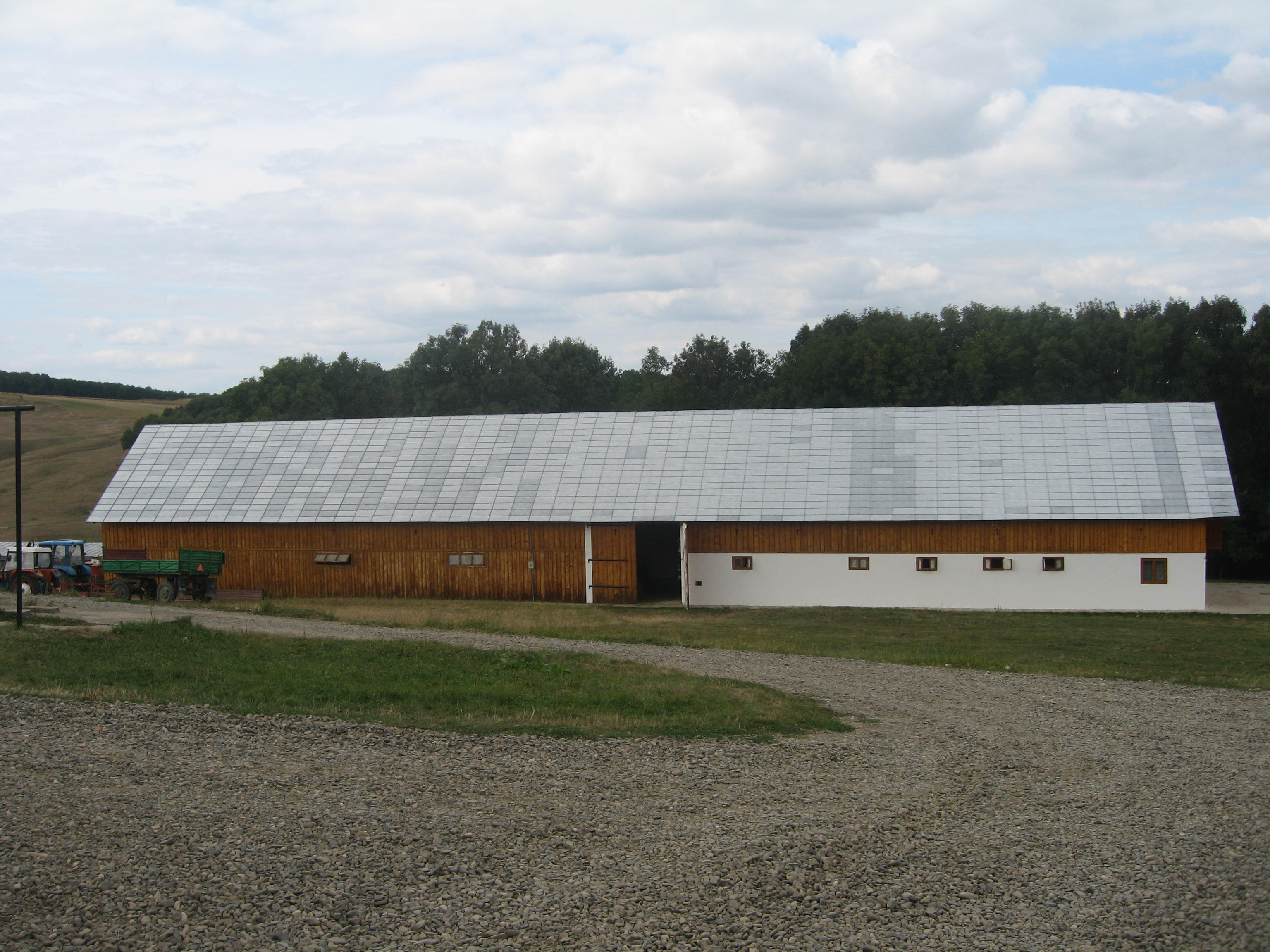
Anexe gospodărești
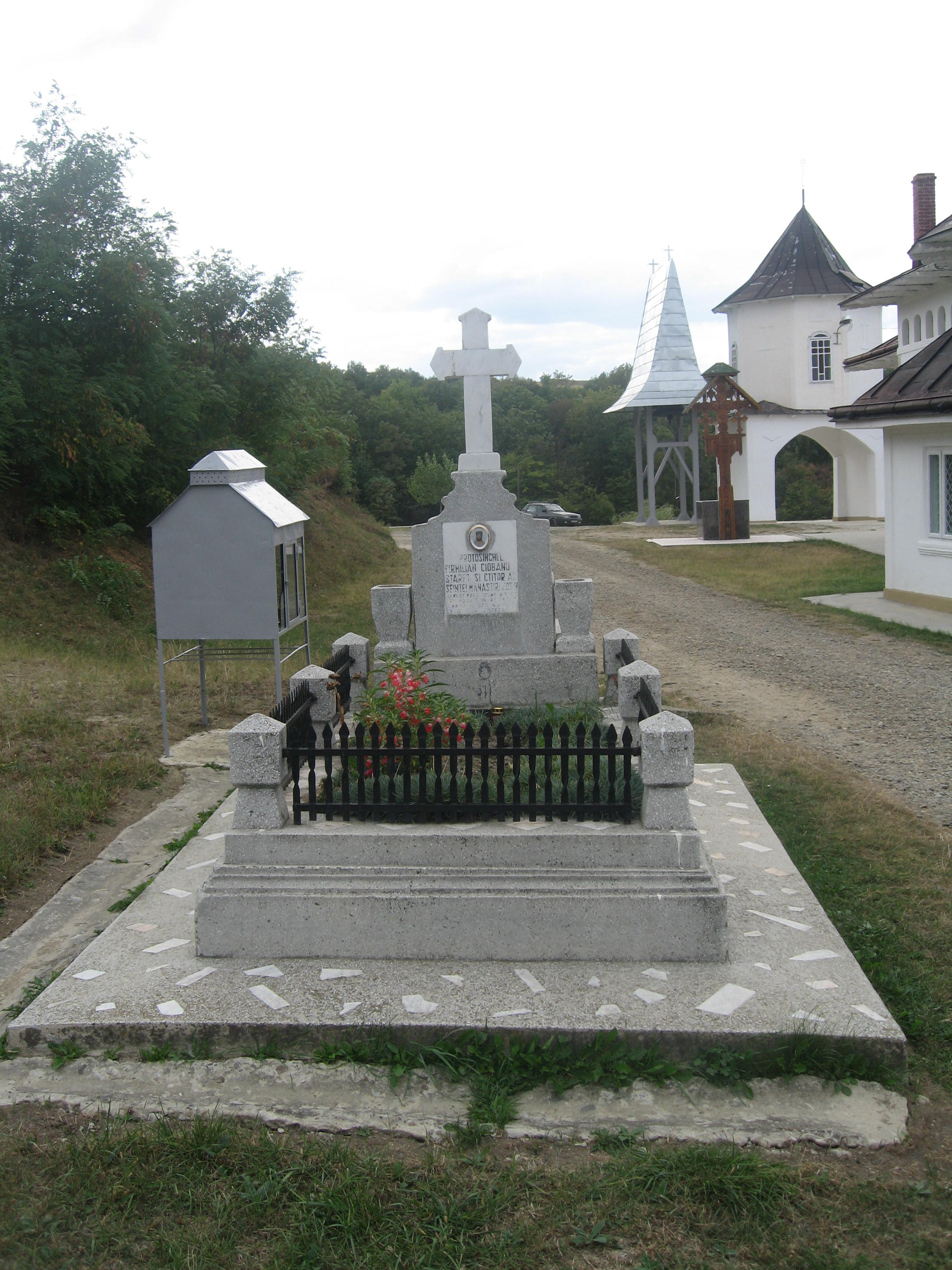
Mormântul protosinghelului Firmilian Ciobanu, ctitor al mănăstirii
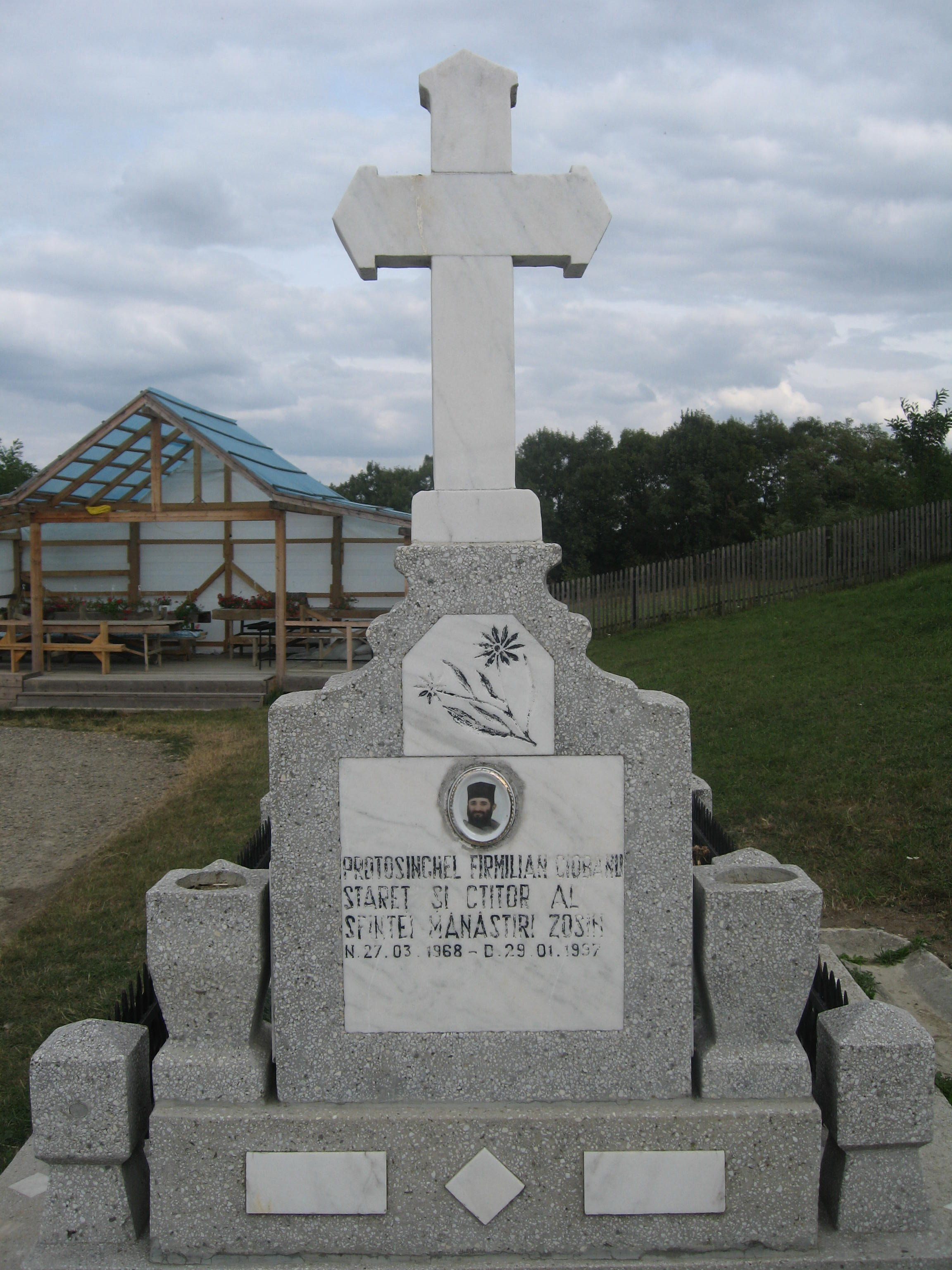
Mormântul protosinghelului Firmilian Ciobanu, ctitor al mănăstirii
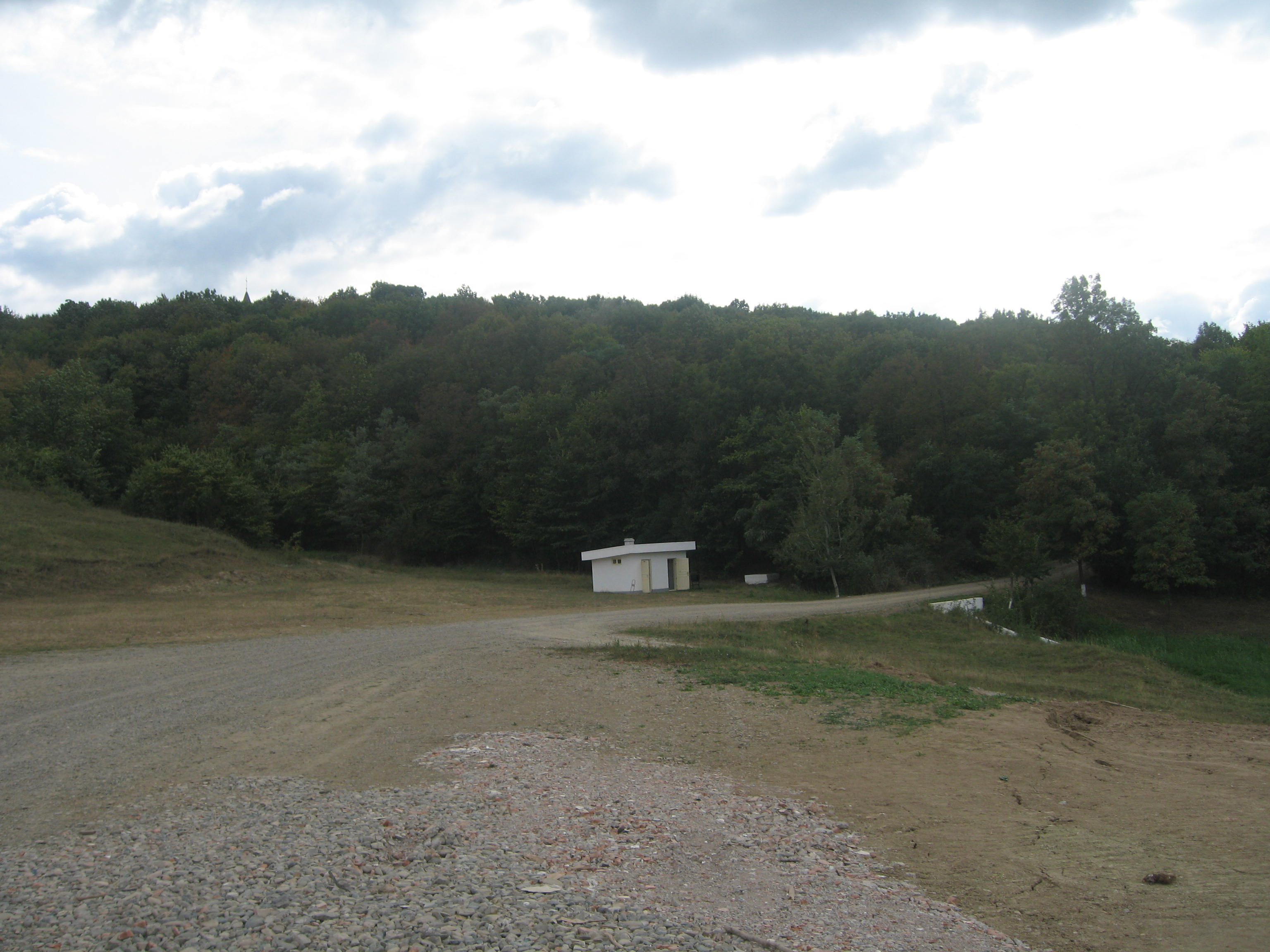
Peisaj din jurul mănăstirii
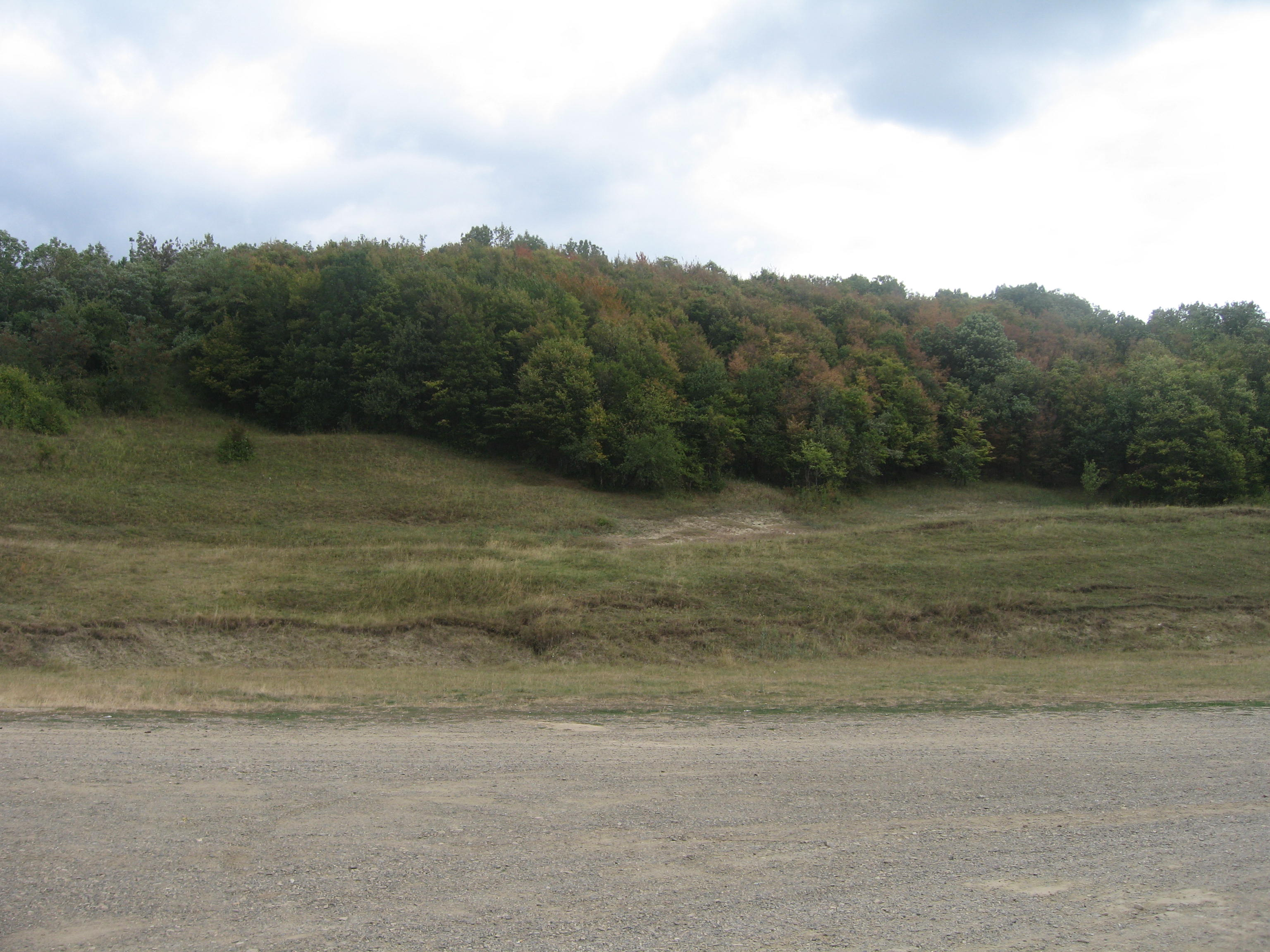
Peisaj din jurul mănăstirii
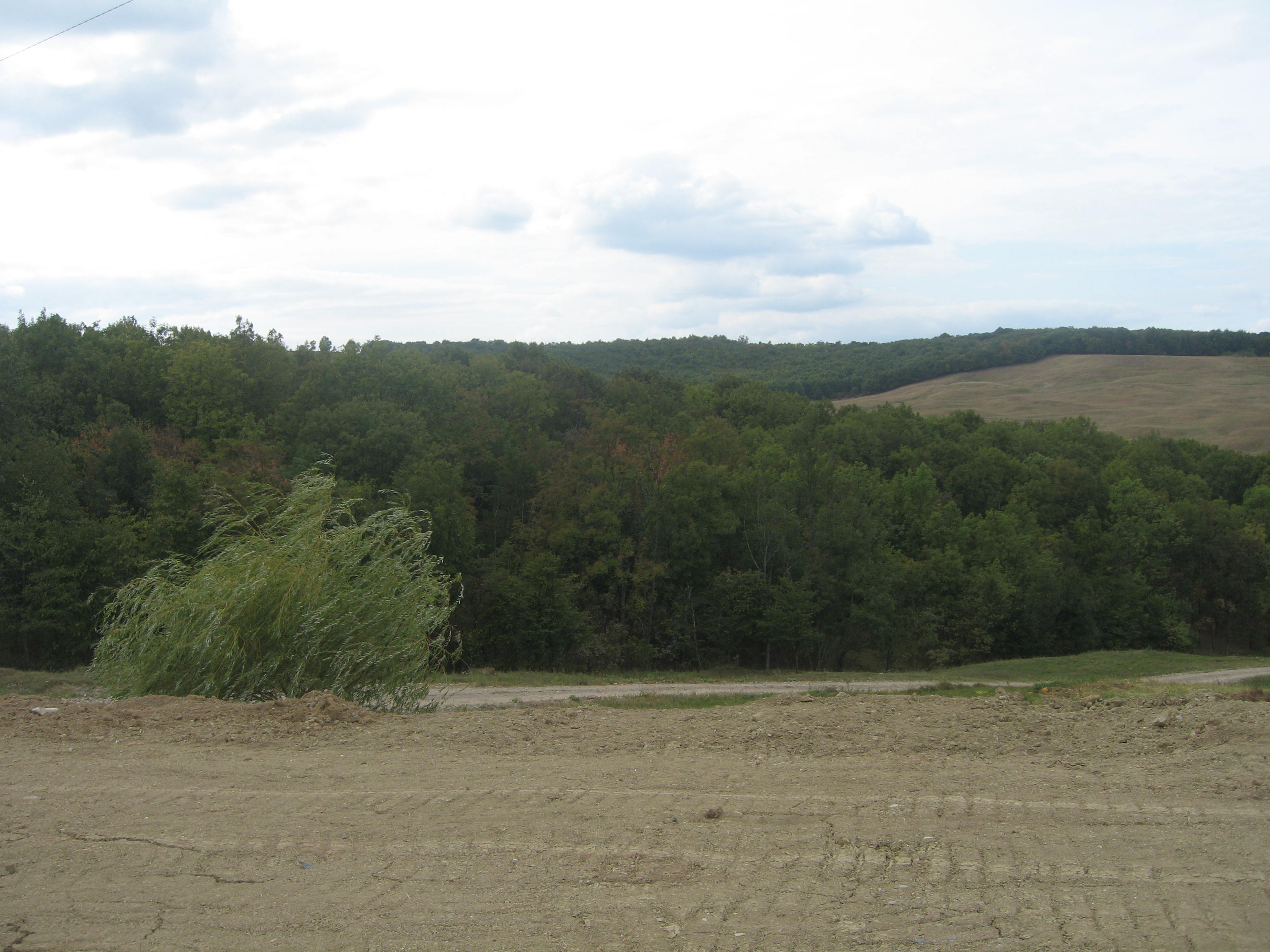
Peisaj din jurul mănăstirii
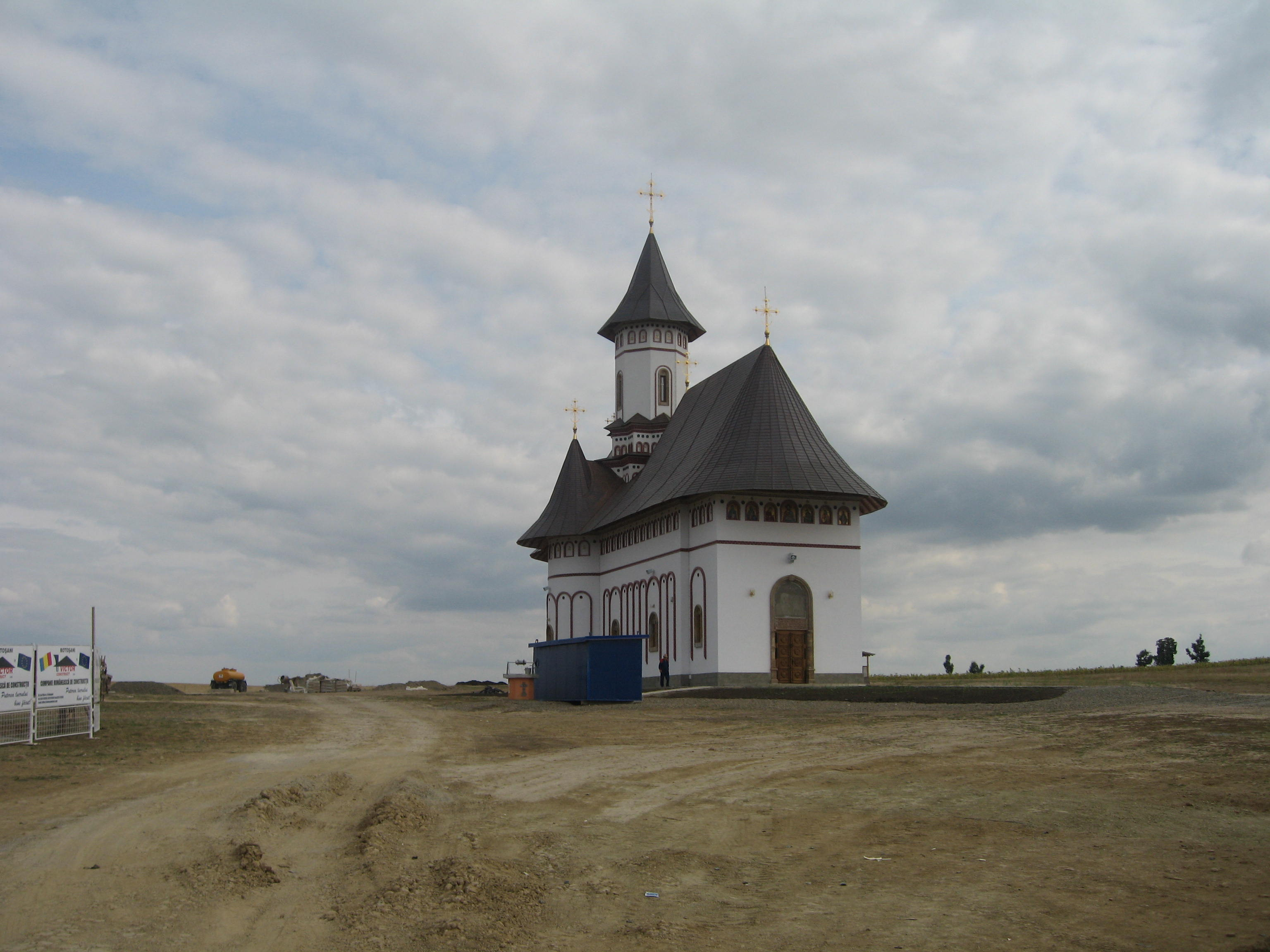
Biserica aflată în construcție pe deal
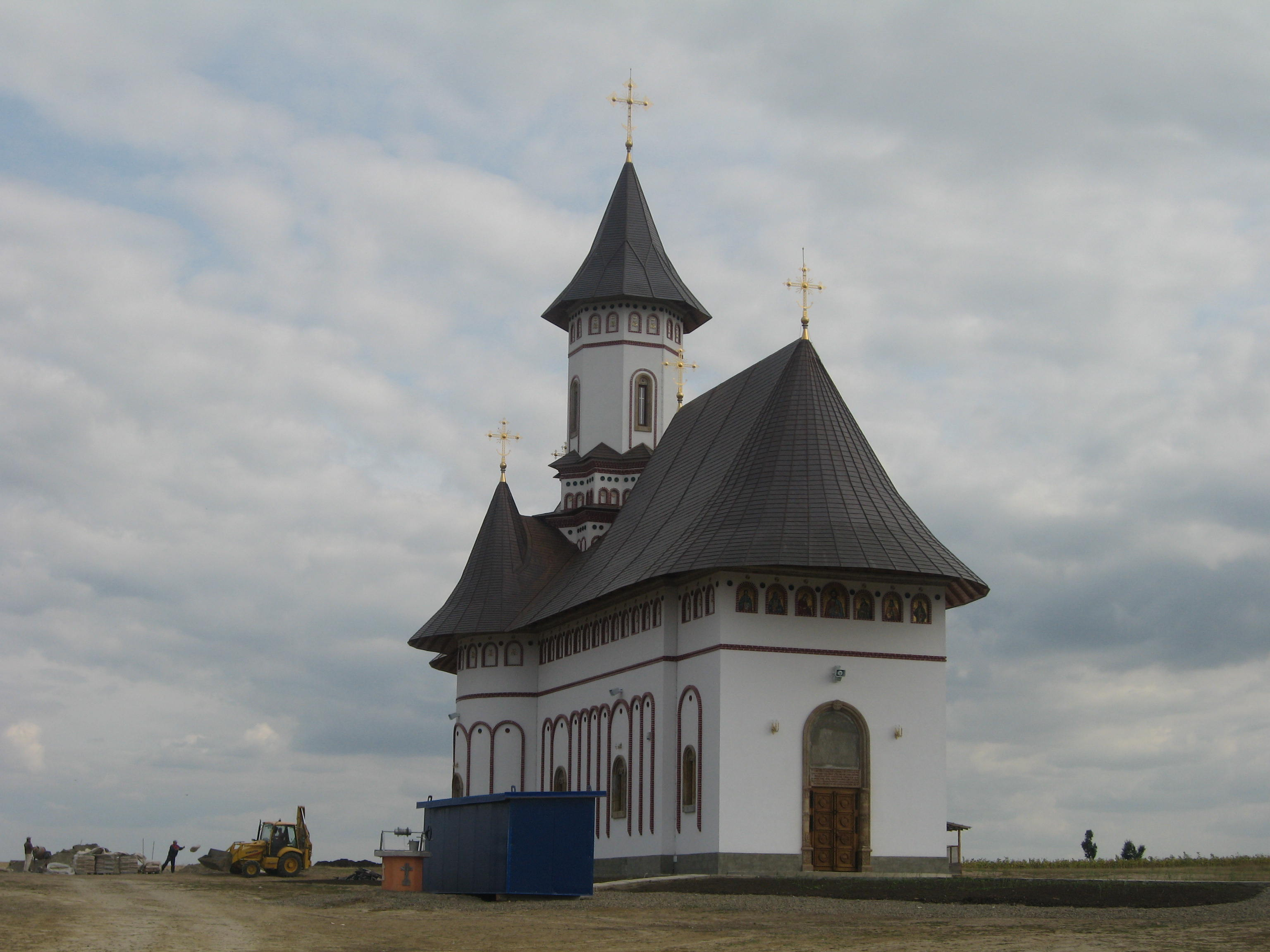
Biserica aflată în construcție pe deal
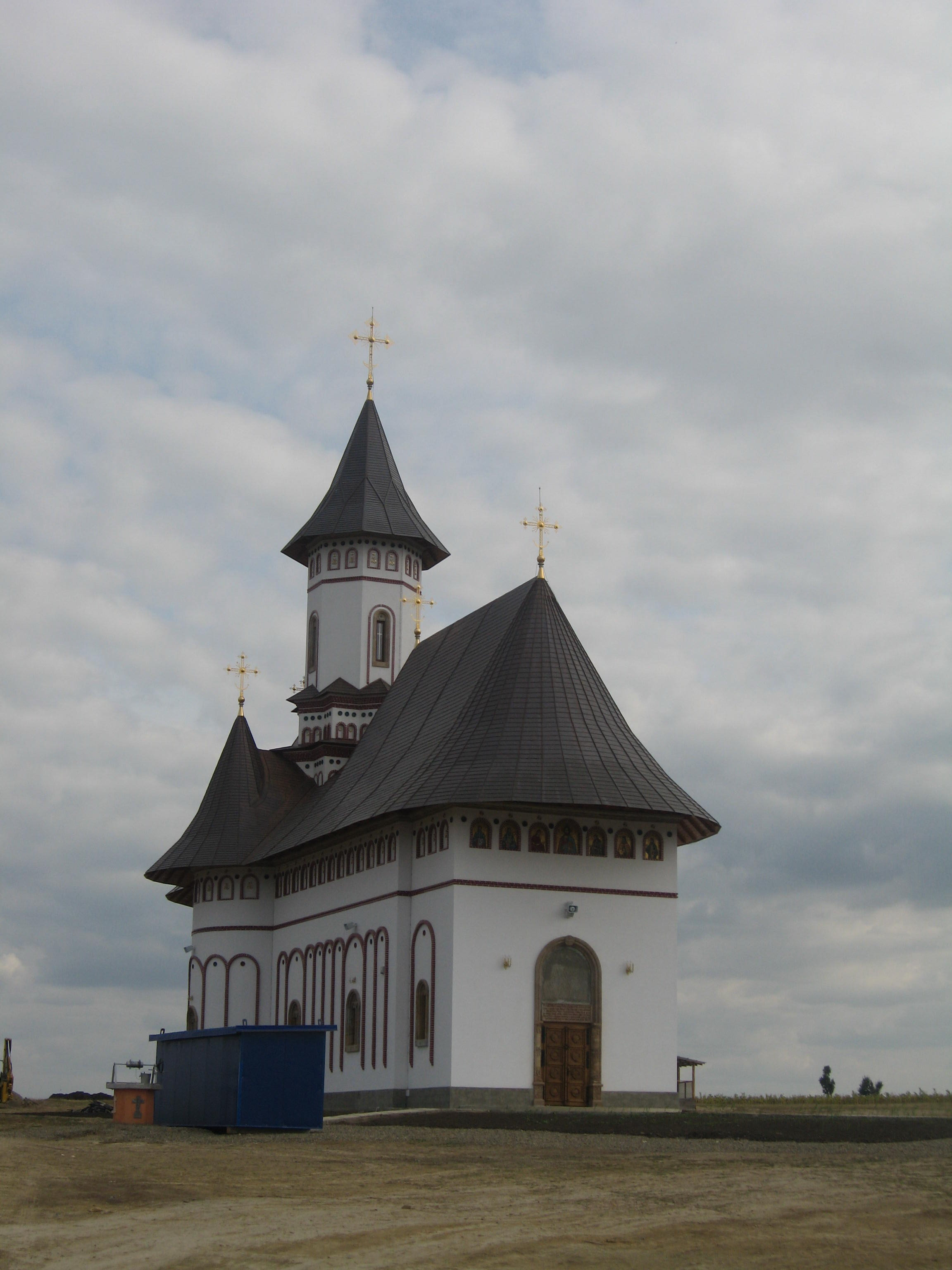
Biserica aflată în construcție pe deal
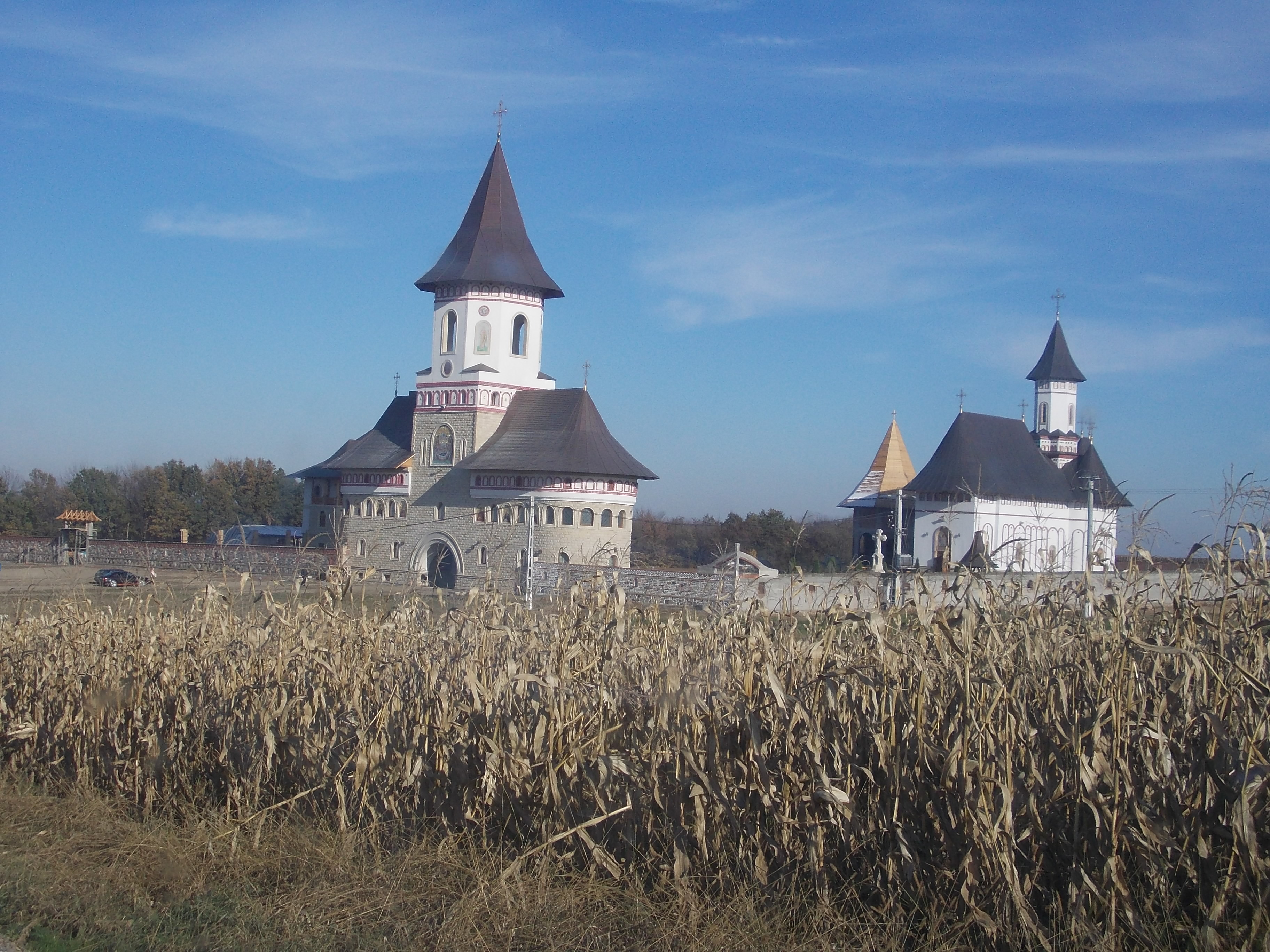
Mănăstirea nouă
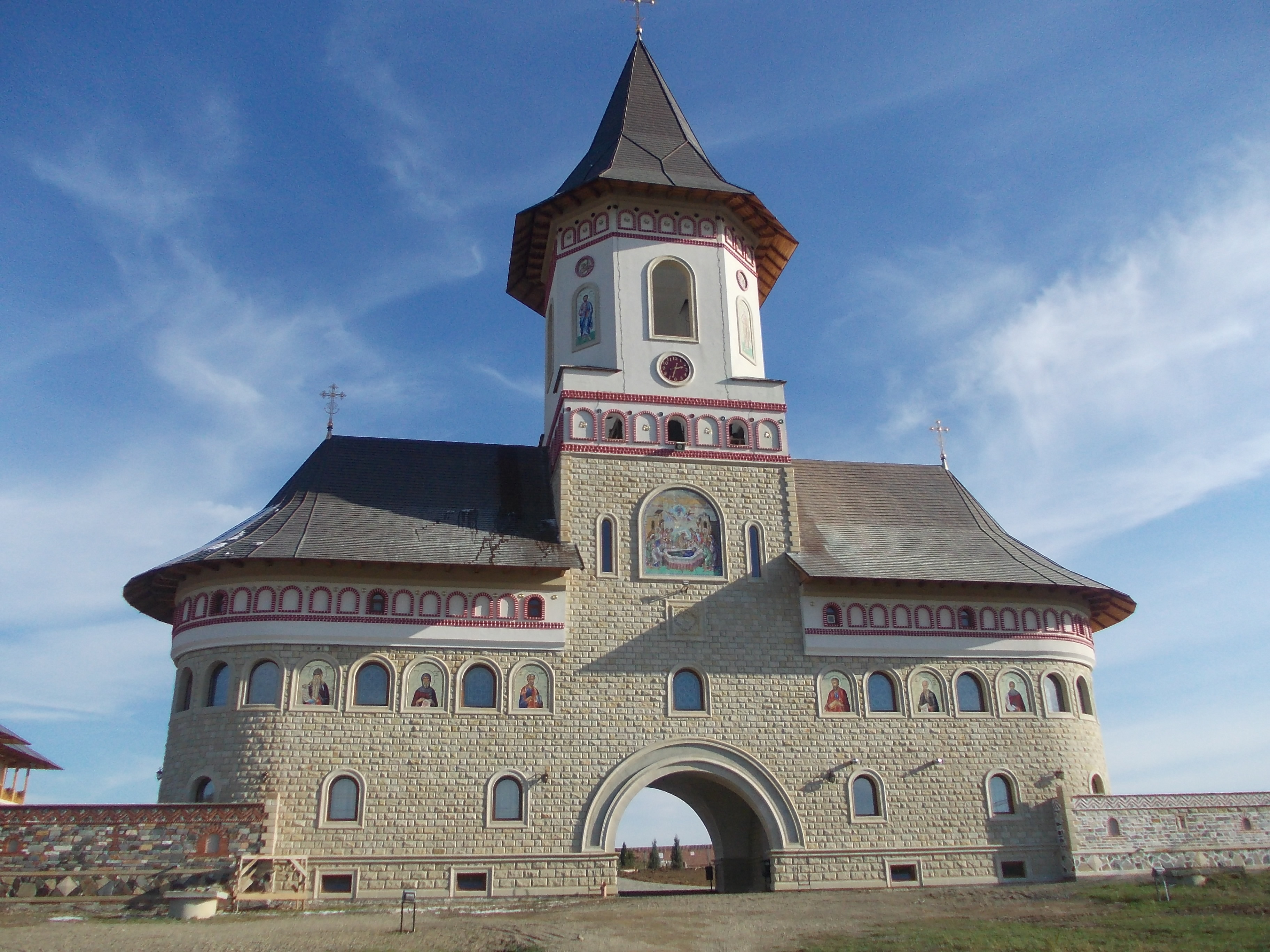
Clopotnița nouă
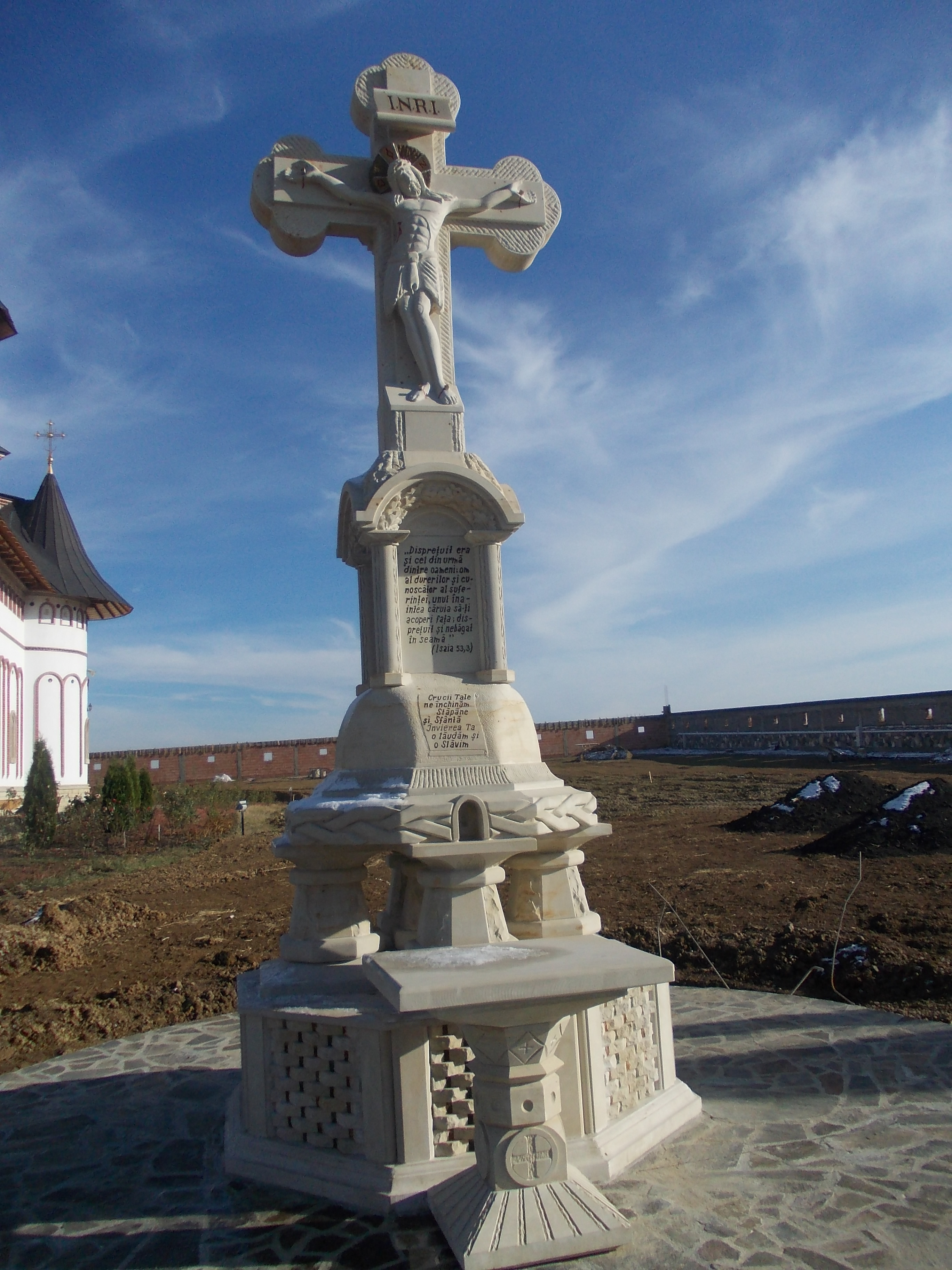
Troiță în curtea mănăstirii Zosin